# 斯托克頓鎮區 (印地安納州格林縣)
斯托克頓鎮區（英語：Stockton Township）是位於美國印地安納州格林縣的一個行政鎮區。

## 地方資料
根據2010年美國人口普查的數據，斯托克頓鎮區的面積為95.00平方千米，當中陸地面積為93.40平方千米，而水域面積為1.60平方千米。當地共有人口8447人，而人口密度為每平方千米88.92人。